# Pierre Everaert
Pierre Everaert (Kwaadieper, 21 december 1933 – Rijsel, 26 mei 1989) was een Frans wielrenner. 
Everaert was profwielrenner van 1955 tot 1966. Tot zijn grootste succes moet worden gerekend zijn overwinning in Parijs-Brussel in 1960.

## Belangrijkste overwinningen en ereplaatsen
1958
- 2e etappe Tour de l'Ouest
- 3e in de Waalse Pijl

1959
- 6e en 8e etappe Parijs-Nice

1960
- Parijs-Brussel
- 2e in Luik-Bastenaken-Luik
- 3e in eindklassement Vierdaagse van Duinkerke
- 3e etappe Ronde van Duitsland

1963
- 1e etappe Dauphiné Libéré

1965
- 1e in Parijs-Camembert
- 2e in eindklassement Vierdaagse van Duinkerke

## Resultaten in voornaamste wedstrijden
| Jaar | Ronde van Italië | Ronde van Frankrijk | Ronde van Spanje |
| ---- | ---------------- | ------------------- | ---------------- |
| 1957 |                  |                     |                  |
| 1958 | 55e              |                     |                  |
| 1959 |                  | buiten tijd         | 4e               |
| 1960 |                  | 32e                 |                  |
| 1961 |                  | 68e                 |                  |
| 1962 |                  | 56e                 |                  |
| 1963 |                  | 63e                 |                  |
| 1964 | 36e              | 63e                 |                  |
| 1965 |                  | opgave              |                  |
| 1966 | 68e              | buiten tijd         |                  |

| Jaar | Milaan-San Remo | Gent-Wevelgem | Ronde van Vlaanderen | Parijs-Roubaix | Amstel Gold Race | Luik-Bast.‑Luik | Ronde van Lombardije | Parijs-Brussel | Waalse Pijl |
| ---- | --------------- | ------------- | -------------------- | -------------- | ---------------- | --------------- | -------------------- | -------------- | ----------- |
| 1957 |                 | 85e           |                      |                |                  |                 |                      |                |             |
| 1958 |                 |               |                      |                |                  | 18e             |                      | 72e            | Brons       |
| 1959 |                 |               | 30e                  | 55e            |                  |                 | 104e                 |                |             |
| 1960 |                 |               |                      |                |                  | Zilver          |                      | Goud           | 33e         |
| 1961 | 106e            |               | 51e                  | 78e            |                  |                 |                      | 58e            |             |
| 1962 |                 |               |                      |                |                  |                 |                      |                |             |
| 1963 |                 |               |                      |                |                  |                 |                      |                |             |
| 1964 |                 |               | 44e                  |                |                  |                 |                      | 59e            |             |
| 1965 |                 |               |                      | 21e            |                  |                 |                      | 25e            |             |
| 1966 |                 |               |                      |                | 34e              |                 |                      |                |             |